# Kluchevichthys
Kluchevichthys è un genere estinto di pesci ossei appartenente alla classe degli Actinopterygii e all'ordine Eurynotoidiformes, descritto nel 2024 a partire da fossili rinvenuti nel Permiano medio-superiore della Repubblica del Tatarstan, in Russia. Il genere è rappresentato dalla sola specie nota, Kluchevichthys praeclarus.

## Descrizione
Le caratteristiche diagnostiche di Kluchevichthys praeclarus risiedono nella morfologia delle ossa del tetto cranico, del sistema dentale, delle scaglie e delle pinne. La dentatura marginale presenta una combinazione distintiva di corone tricuspidate con apici conici, che suggerisce una posizione evolutiva basale rispetto alle altre linee filogenetiche degli Eurynotoidiformes erbivori, più specializzati per quanto riguarda il sistema dentale.

## Classificazione
Il genere Kluchevichthys è stato istituito nel 2024 sulla base di un esemplare fossile quasi completo e non deformato, proveniente dalla località di Kluchevskoy Ovrag, nel distretto di Tetushi. I fossili sono riferibili al più alto Urzhumiano, una suddivisione stratigrafica del Permiano.
La combinazione di caratteristiche primitive e l'età stratigrafica dell'esemplare indicano che Kluchevichthys occupa una posizione prossima alla base evolutiva della radiazione degli Eurynotoididae erbivori. Questo rafforza l’ipotesi che l’adattamento a una dieta erbivora nei pesci attinopterigi permiani abbia avuto inizio attraverso modificazioni progressive della dentatura.